# Gora pri Pečah
Gora pri Pečah – wieś w Słowenii, w gminie Moravče. W 2018 roku liczyła 149 mieszkańców.